# Thai-Airways-Flug 365
Thai-Airways-Flug 365 war ein planmäßiger Inlandsflug der thailändischen Fluggesellschaft Thai Airways von Hat Yai nach Phuket, auf dem am 31. August 1987 eine Boeing 737-200 im Landeanflug auf den Flughafen Phuket infolge eines Strömungsabrisses ins Meer stürzte.

## Flugzeug
Die verunglückte Boeing 737-200 mit dem Luftfahrzeugkennzeichen HS-TBC und der Werksnummer 22267/685 wurde im Jahr 1980 gebaut und war somit zum Zeitpunkt des Absturzes 7 Jahre und 1 Monat alt. Das Flugzeug hatte bis zum Absturz 16.963 Flugstunden absolviert.

## Verlauf
Die in Hat Yai gestartete Boeing 737 der Thai Airways flog das Drehfunkfeuer des Flughafens Phuket auf dem Radial 119 in 1.200 Metern (4.000 Fuß) an, während sich gleichzeitig eine zweite Boeing 737 der Dragonair (heute Cathay Dragon) dem Flughafen auf dem Radial 090 näherte. 
Um 15:34 Uhr Ortszeit (08:34 UTC) teilte der Dragonair-Kapitän dem Fluglotsen mit, dass er sich 24 Kilometer (13 NM) entfernt vom Flughafen in einer Höhe von 750 Metern (2.500 Fuß) befände und die Thai-Airways-Maschine in einer Entfernung von etwa 9 Kilometer (5 NM) vor sich sehe. Weil sich die Boeing 737 der Dragonair näher zum Flughafen befand und in einer niedrigeren Höhe flog, erhielten ihre Piloten als erste eine Landefreigabe. Die Dragonair-Maschine drehte anschließend nach rechts, um in den Endanflug für die Landebahn 27 zu gelangen. Wenige Sekunden später bekamen die thailändischen Piloten die Aufforderung auf 1.000 Meter (3.000 Fuß) zu sinken und als zweite zu landen.
Unmittelbar danach wurde die Anflugkontrolle erneut von der thailändischen Besatzung gerufen, welche angab, dass die Positionsangabe des Dragonair-Flugs falsch wäre. Die thailändischen Piloten teilten dem Fluglotsen zudem mit, dass sie sich in einer Distanz von nur 15 Kilometer (8 NM) zum Flughafen befänden, obwohl ihre Maschine zu diesem Zeitpunkt noch deutlich weiter entfernt war. Der thailändischen Maschine wurde daraufhin um 8:36 Uhr von der Flugsicherung Priorität für die Landung eingeräumt.
Der Kapitän des Dragonair-Flugs warnte nun vor einem möglichen Zusammenstoß, weil die thailändische Boeing 737 den Flugweg seiner Maschine schneiden würde. Infolgedessen reduzierte die Thai-Airways-Crew die Geschwindigkeit. Als die Geschwindigkeit auf 163 Knoten gefallen war, aktivierte sich der Stickshaker. Die Maschine verlangsamte noch weitere zehn Sekunden. Bei einer Geschwindigkeit von 152 Knoten erfolgte ein Strömungsabriss. Nach Aktivierung des Stickshakers erhöhte der Kapitän die Leistung der Triebwerke und fuhr das Fahrwerk ein, um die Maschine abzufangen, was jedoch wegen der niedrigen Flughöhe nicht mehr gelang. Das Flugzeug stürzte 15 Kilometer östlich des Flughafens ins Andamanische Meer, zerschellte beim Aufprall und versank auf den etwa 20 Meter tiefen Meeresgrund. Alle 83 Insassen kamen bei dem Absturz ums Leben.

## Unfallursache
Der Unfall wurde durch Versäumnisse der Piloten sowie der Flugsicherung verursacht. Während der Kapitän des Thai-Airways-Flugs 365 die Fluggeschwindigkeit reduzierte und sich auf die Landung vorbereitete, warnte die Dragonair-Besatzung ihn vor einer möglichen Kollision beider Maschinen im Endanflug. Weil sich das thailändische Flugzeug hinter und oberhalb der Dragonair-Boeing befand, hätte die thailändische Maschine bei der Einhaltung der festgelegten Landereihenfolge deren Flughöhe gekreuzt. Es schien, dass die thailändische Besatzung durch die Warnung des Dragonair-Kapitäns irritiert war, sich wahrscheinlich dazu entschied nach dem anderen Flugzeug zu landen und dabei ihre abnehmende Geschwindigkeit nicht beachtete.
Kritisiert wurde insbesondere die Arbeitsweise der Flugsicherung, welche die Landeprioritäten innerhalb einer Minute neu vergab, ohne sich über die tatsächlichen Positionen beider Maschinen im Klaren zu sein. Nach Ansicht der Ermittler hätten die Thai-Airways-Piloten keine Landeerlaubnis erhalten dürfen, sondern die zuvor festgelegte Staffelung beibehalten werden müssen. Das korrekte Verfahren wäre die Aufforderung zu einer Platzrunde gewesen, auch wenn sich die thailändische Maschine tatsächlich dichter am Flughafen befunden hätte.
Die zwei diensthabenden Fluglotsen bekamen nach dem Unfall andere Arbeitsfelder zugewiesen. Gegen ihren Vorgesetzten wurde ein Disziplinarverfahren eingeleitet.